# Platja de Campiechos
La Platja de Campiechos està situada en l'occident del Principat d'Astúries (Espanya), en el concejo de Valdés i pertany a la localitat de Cadavéu. Forma part de la Costa Occidental d'Astúries, en el tram que s'emmarca en el conegut Paisatge Protegit de la Costa Occidental d'Astúries.

## Descripció
La platja té forma de recta, una longitud d'uns 450 m i una amplària mitjana d'uns 30 m. El seu entorn és rural, amb un grau d'urbanització mitjà i una perillositat alta. L'accés per als vianants és d'uns cinc-cents m de longitud de fàcil recorregut. El jaç és de palets i escasses sorres de gra fosc i gruix. El seu grau d'utilització és escàs.
Per accedir a la platja cal localitzar els dos pobles més propers que són Cadavéu i Viḷḷamouros. Des de Cadavéu cal prendre una estreta carretera que acaba en una cetárea. També serveix de referència el que la platja està enfront dels «illots de les Llubares». El tram final, que cal fer a peu, part des de Viḷḷamouros on van trobant-se casetes de pescadors. La platja té una desembocadura fluvial. A prop està la torre medieval de vigilància de Viḷḷamouros. Disposa d'un petit aparcament però no té cap altre servei. És recomanable banyar-se amb calçat adequat per evitar ferides.